# 堀親興
堀 親興（ほり ちかおき、寛文4年（1664年） - 元禄16年6月19日（1703年8月1日））は江戸時代の旗本。
旗本堀親智（堀親良の次男）の子。通称は長吉、外記。
寛文6年（1666年）12月11日、遺領の下野国那須郡3000石を相続。寛文12年（1672年）5月18日、将軍徳川家綱に拝謁する。同年閏6月、宗家の烏山藩主堀親昌が信濃飯田藩に転封となったため、采地を上総国一宮に改められる。
元禄16年（1703年）に死去。享年40。渋谷の祥雲寺に葬られた。子の堀親賢が信濃飯田藩第3代藩主堀親常の養嗣子となったため、旗本家としては断絶した。
　